# Arata Isozaki

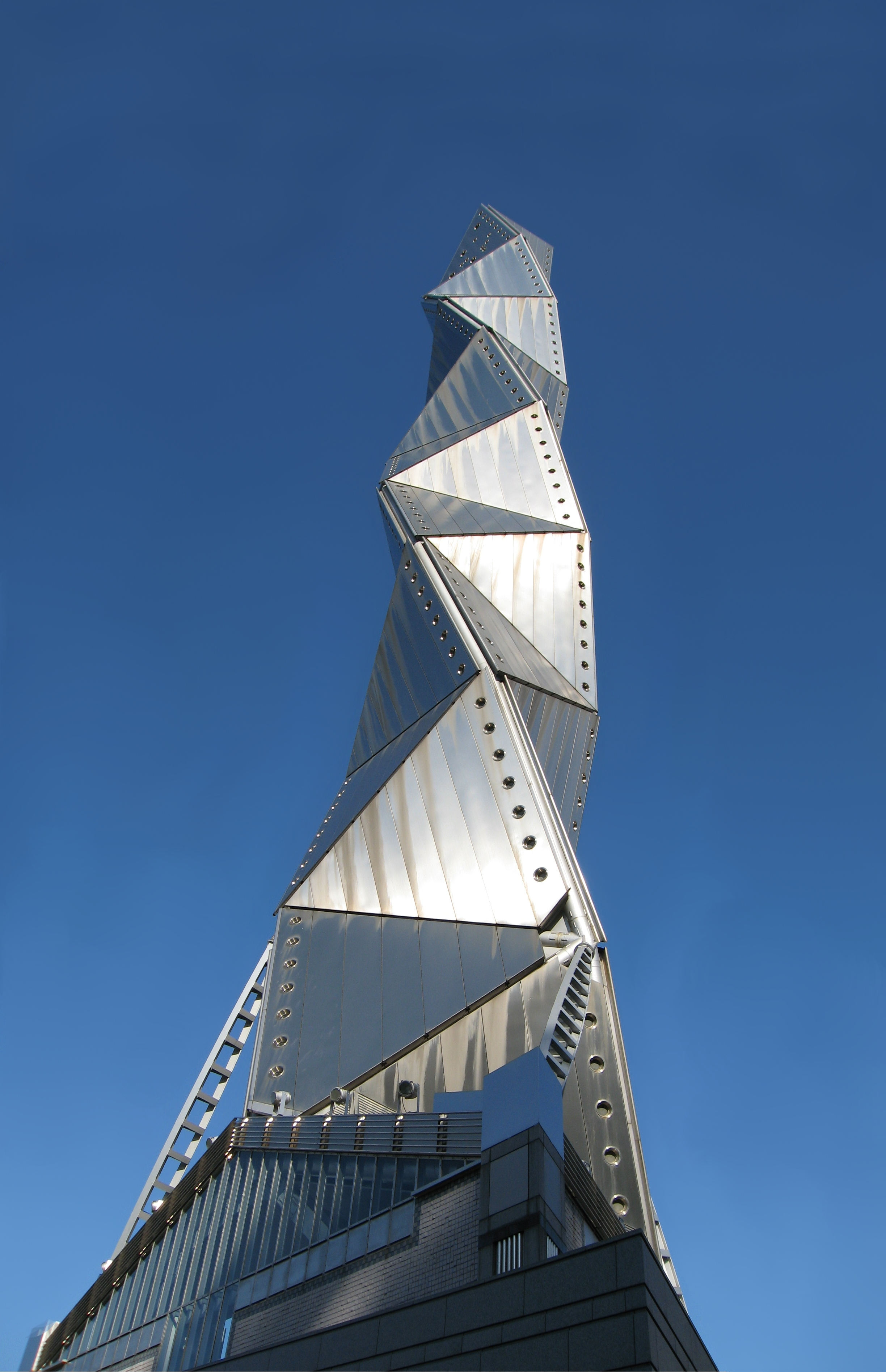
Art Tower ve městě Mito (Ibaraki)

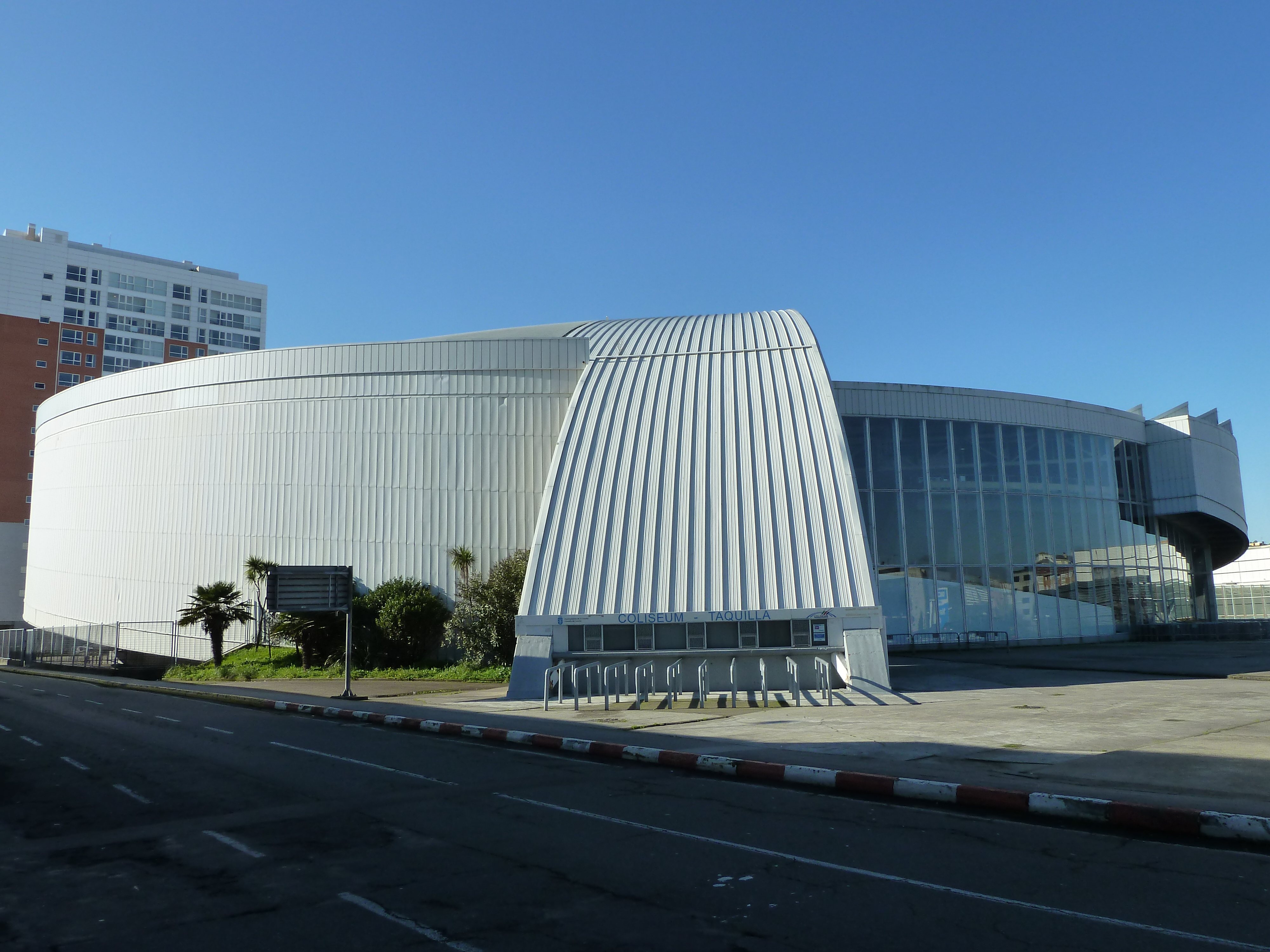
Hala Coliseum v La Coruña

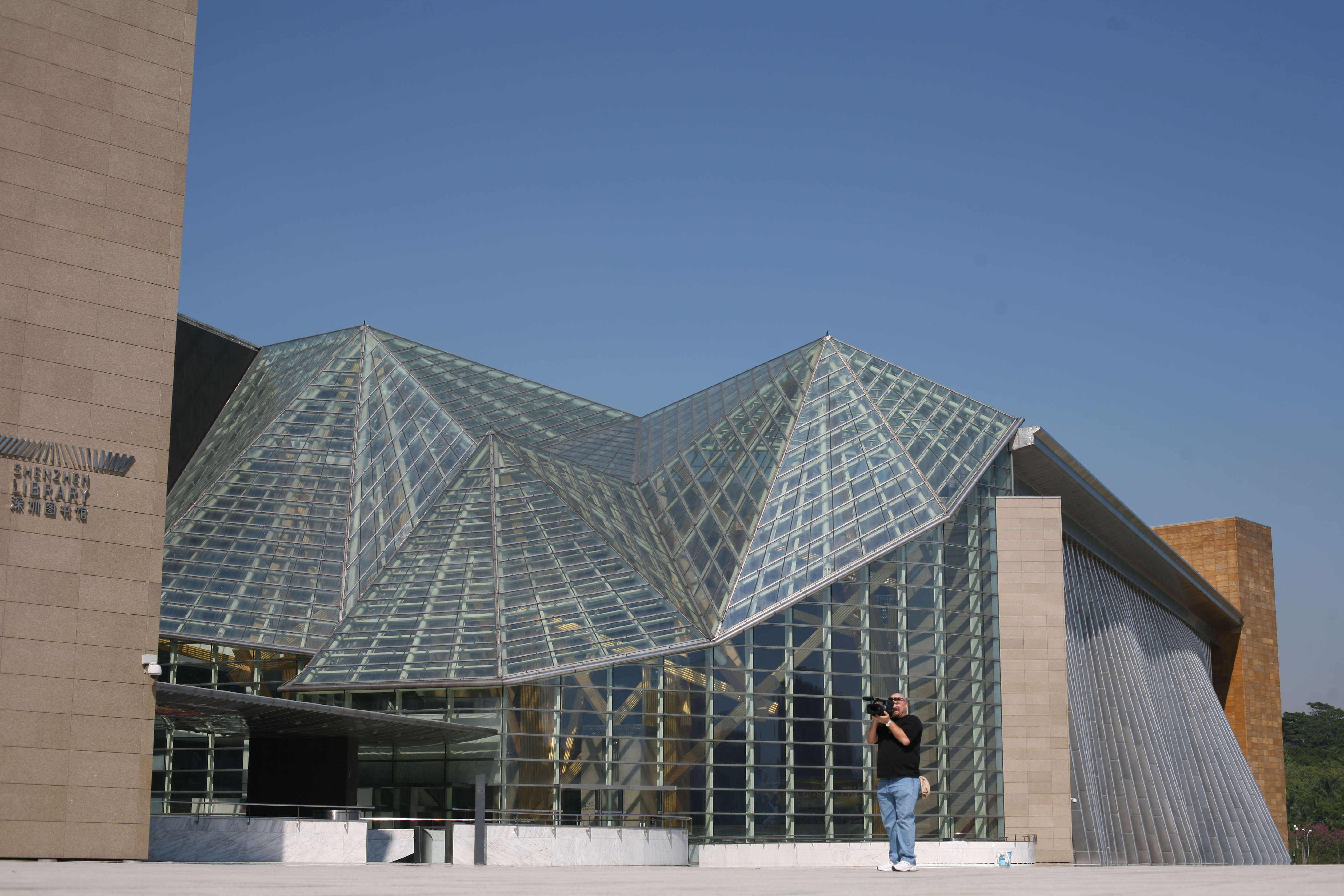
Kulturní centrum v čínském Šenzenu

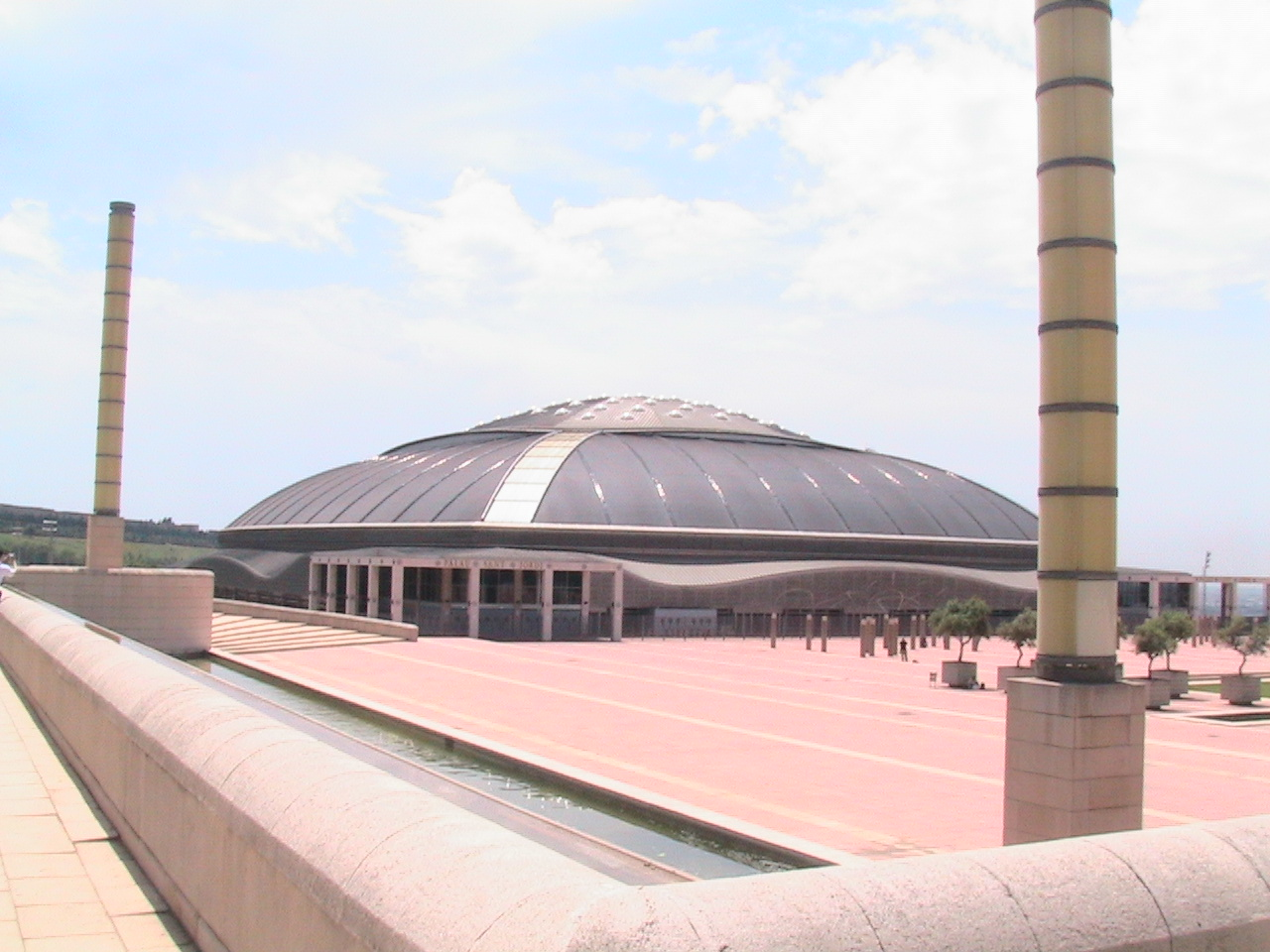
Sportovní hala Palau Sant Jordi v Barceloně

Arata Isozaki (japonsky 磯崎 新, Isozaki Arata, 23. července 1931 Óita – 29. prosince 2022) byl japonský architekt, laureát Pritzkerovy ceny pro rok 2019.

## Život
Narodil se na nejjižněji položeném ostrově Japonska Kjúšú. Od roku 1953 navštěvoval Fakultu architektury na Tokijské univerzitě, kterou úspěšně ukončil v roce 1954. Po studiích získal práci u významného architekta Kenzó Tangeho. V roce 1963 si založil vlastní ateliér pod názvem Arata Isozaki & Associates. Roku 1964 měl svou první přednášku na Tokijské univerzitě a od té doby přednášel na mnoha univerzitách po celém světě (Harvard, Yale, UCLA). Byl třikrát ženatý a s druhou manželkou měl dva syny.

## Tvorba
V době, kdy se začal věnovat architektonické tvorbě, vládl v Japonsku směr zvaný metabolismus. V pozdních 50. letech se začaly navrhovat přizpůsobivé plug-in megastruktury. Po úpadku metabolistických myšlenek nastoupila tzv. „nová vlna“ architektů, mezi nimiž vynikal právě Arata Isozaki či Kazuo Šinohara. Dospěli k přesvědčení, že v současnosti již nelze dosáhnout významuplný vztah mezi budovou a městem jako celkem, každá stavba je dnes solitér a harmonicky ji vkomponovat do chaotické změti moderního velkoměsta není možné.
Isozakiho kariéra po odchodu z ateliéru Kenzo Tangeho začala návrhem pobočky banky Fukuoka na ostrově Kjúšú v roce 1966. Na 14. trienále v Miláně představil Elektrický labyrint. Šlo o revoluční dílo pojaté jako multimediální představení Hirošimské tragédie, sestávající z náhodně se otáčející obrazovky a obrazů promítaných zpětně. Tímto dílem si získal reputaci u evropské avantgardy.
Na trienále se setkal se skupinou Archigram, jakož i s Hansem Holleinem, jehož tvorbou se v pozdějších návrzích nechal inspirovat, zejména v otázce výběru a kombinace materiálů. Inspiroval se také Claudem Ledouxem a jeho symbolickou neoplatónovskou geometrií.
Za vyvrcholení jeho tvorby se považuje Muzeum Gunma v Japonsku, postavené v letech 1971–1974. Tato stavba byla reakcí na mizení tradiční japonské architektury, a to zejména na ztrátu tradičního japonského prostoru šera, tedy zákoutí s tlumeným osvětlením.

## Charakteristické znaky tvorby
Zacházel s neobvyklými kombinacemi materiálů jako kámen + kov + dřevo. Stavby jsou charakteristické smělostí formy, plnými, mohutnými objemy, zajímavou barevností a vynalézavostí. Používal jednoduché geometrické formy. Nejpoužívanějšími prvky jsou kostka, mříž, zaoblenost hran, která je patrná na většině staveb japonské architektury 20. století, jakož i duch minimalismu, i co se interiérů týká. Často využíval střešní světlíky na prosvětlení prostoru, díky čemuž si mohl dovolit nenarušovat vnější fasády okenními otvory.
Kombinoval prvky tradiční japonské kultury a západní styl. „Jako architekt opravdu následuji západní kulturu, ale vyrostl jsem v Japonsku a mám sobě jeho kulturu, takže mám představu o prostoru, která je asijská. Velmi se přikláním k asijské tradici. Pokud však jde o formu architektury, přikláním se spíše na západ,“ řekl k tomu sám Isozaki.

## Projekty a realizace
- 1968/71 – Fukuoka City Bank, ústředí, Fukuoka, Japonsko
- 1971/74 – Muzeum umění prefektury Gunma, Japonsko
- 1972/74 – Muzeum moderního umění Kitakjúšú, Fukuoka, Japonsko
- 1973/74 – Hlavní knihovna Kitakjúšú, Fukuoka, Japonsko
- 1976/78 – Radnice Kamioka, Gifu, Japonsko
- 1978/83 – Tsukuba Center Building, Ibaragi, Japonsko
- 1981/86 – Muzeum současného umění, Los Angeles, USA
- 1983/90 – Palau Sant Jordi, Barcelona, Španělsko
- 1986/90 – Umělecká věž Mito, Ibaragi, Japonsko
- 1986/92 – Nové Brooklynské muzeum, New York, USA
- 1987/89 – Univerzita Bond, Queensland, Austrálie
- 1987/90 – Budova Disney, Florida, USA
- 1987/90 – Mezinárodní konferenční centrum Kitakjúšú, Fukuoka, Japonsko
- 1990/94 – Centrum japonského umění a technologie, Kraków, Polsko
- 1991/95 – Koncertní sál, Kjóto, Japonsko
- 1991/95 – B-con Plaza, Óita, Japonsko
- 1993/95 – Casa del Hombre, A Coruña, Španělsko
- 1993/96 – Policejní stanice Západ, Okajama, Japonsko
- 1993/98 – Kulturní komplex Higashi Shizuoka, Šizuoka, Japonsko
- 1997/03 – Centrum umění a médií Jamaguči, Jamaguči, Japonsko
- 1998 – Kulturní centrum Shenzhenu, Čína
- 1999 – The Millenium House - Sheikh AL-Thani Villa, Katar
- 1999 – Sheikh Al-Thani Majilis, Katar
- 2001 – Ubytovací areál High-town Kitagata II, Gifu, Japonsko
- 2001 – Komunitní centrum Kitagata, Gifu, Japonsko
- 2002 – Národní knihovna, Katar
- 2002 – Stadion ledního hokeje, Turín, Itálie
- 2003 – Akademie výtvarných umění a muzeum současného umění CAFA Moca, Peking, Čína
- 2003 – Zendai Art Museum Hotel, Šanghaj, Čína
- 2003 – Národní knihovna Nik-Naten, Katar
- 2004 – Projekt Nanjing, Nanking, Čína